# Persona non grata
Persona non grata sau persona ingrata (din latină persona non grata — persoană nedorită) este un termen care se utilizează oficial în relațiile diplomatice și se referă la un reprezentant diplomatic care nu este acceptat pe un anumit teritoriu sau într-o localitate. „Persona grata” sau „persona gratissima” este antonimul lui „persona non grata”.
Termenul mai poate fi folosit și în vorbirea curentă despre o persoană care este exclusă dintr-un anumit cerc, sau despre cei care au pierdut dreptul de a intra într-un cazinou.

## În relațiile diplomatice
Diplomații străini se bucură de așa-numita imunitate diplomatică, ei neputând fi condamnați pentru o încălcare a legii pe teritoriul unei țări străine. Singura posibilitate pentru țara gazdă este de a-i declara personae non gratae și de a-i invita să părăsească țara respectivă. Astfel, au fost cazuri în care membri ai corpului diplomatic au fost nevoiți să părăsească țara gazdă, de exemplu, pentru acte de spionaj.
Potrivit  art. 9 Convenției de la Viena cu privire la relațiile diplomatice (1961), o țară gazdă poate „declara în orice moment și fără a fi nevoit să explice decizia sa" pe orice membru al personalului diplomatic persona non grata. O persoană astfel declarată este considerată inacceptabilă și este, de obicei, rechemată în țara sa de origine. Dacă nu este rechemat, țara gazdă „poate refuza să recunoască persoana în cauză ca membru al misiunii”.
Personalul misiunilor diplomatice, potrivit art. 41, 42 Convenției de la Viena, este obligat să respecte legile și reglementările naționale pentru asigurarea protecției  împotriva urmăririi penale pentru încălcarea legilor civile și penale. Nerespectarea prevederilor acestor articole poate duce la declararea persona non grata ca măsură de pedeapsă a personalului. De asemenea, termenul este folosit pentru a expulza diplomații suspectați de spionaj, descrise ca  „activități incompatibile cu statutul diplomatic”, sau orice acțiune infracțională, cum ar fi comerțul cu droguri.

## Alte utilizări
O persoană poate fi declarată persona non grata înainte ca aceasta să intre în țara gazdă.
În folosirea non-diplomatică, referirea la cineva ca persona non grata înseamnă a spune că persoana care nu este populară sau acceptată de alții.

## Vezi și
- Exil
- Refugiat